# Amerykańska Partia Nazistowska
Amerykańska Partia Nazistowska (ang. American Nazi Party) – amerykańska skrajnie prawicowa partia działająca w latach 1959–1983, stawiająca sobie za cel ustanowienie ideologii narodowego socjalizmu w USA. Struktura, budowa i polityka partii głównie bazowała na NSDAP Adolfa Hitlera z czasów III Rzeszy, razem z dodaną silną ideologią negowania Holocaustu.

## Historia
Partia została założona przez George’a Lincolna Rockwella w 1959 roku z główną siedzibą w hrabstwie Arlington w stanie Wirginia. 
W 1967 roku Rockwell został zabity przez Johna Patlera, rozczarowanego i zawiedzionego byłego członka ANP. Organizacja zmieniła nazwę na National Socialist White People’s Party (z ang. Narodowo Socjalistyczna Partia Białych Ludzi) (NSWPP) na kilka miesięcy przed zabójstwem Rockwella. Matt Koehl stał się następcą zabitego Rockwella.
W 1970 roku Frank Collin, członek NSWPP, odłączył się od grupy i założył National Socialist Party of America (z ang. Narodowo Socjalistyczna Partia Ameryki), która stała się sławna od momentu przemarszu przez Skokie, Illinois, gdzie mieszkała duża populacja Żydów z wieloma żywymi świadkami Holocaustu. Zdarzenie to zostało przedstawione w filmie Skokie i nawiązano do niego w filmie The Blues Brothers.  W 1979 roku, Collinowi zostały przedstawione zarzuty molestowania seksualnego dzieci, za co został skazany i trafił do więzienia.
W Greensboro, Karolina Północna, 3 listopada 1979 pięciu kontrmanifestantów zostało śmiertelnie postrzelonych przez członków Ku Klux Klanu i American Nazi Party. Ofiary masakry były członkami Communist Workers Party (z ang. Komunistyczna Partia Pracownicza). Wydarzenie to zostało potocznie nazwane Greensboro massacre.